# Francesco Zizola
Francesco Zizola (ur. 1962 w Rzymie) – włoski fotograf.
Pracę fotografa rozpoczął w 1981. Od 1986 zaczął podróżować po świecie, dokumentując ważne wydarzenia. Był m.in. w Albanii, Rumunii, Korei Północnej, Izraelu i Angoli. Jego prace były publikowane m.in. w takich czasopismach, jak Epoca, Newsweek, Time, Stern i Le Figaro. Pracował dla włoskich agencji Lucky Star oraz Contrasto. W 1997 zdobył główną nagrodę w konkursie World Press Photo (fotografia z Angoli dokumentująca dziecięce ofiary min). Oprócz tego zdobył w World Press Photo dziesięć innych nagród. Cztery nagrody zdobył w konkursie Picture of the Year International. W 2014 był jurorem konkursu World Press Photo, a w 2017 jurorem polskiego konkursu Grand Press Photo. W 2018 otrzymał nagrodę Società Italiana degli Autori ed Editori dla kreatywnych talentów na festiwalu filmowym w Wenecji za swój film As if we were tuna.
W 2008, w Rzymie, założył centrum fotograficzne 10b Photography, promujące fotografię. Był też współzałożycielem agencji fotograficznej NOOR.
Napisał i wydał siedem książek, m.in. Born Somewhere, Irak i Uno sguardo inadeguato, a także obszerną pracę na temat warunków życia dzieci z 27 różnych krajów.